# Черёмухин, Роман Сергеевич
Роман Сергеевич Черёмухин (род. 8 ноября 1985, Большое Окулово, Горьковская область) — российский военнослужащий ВДВ, гвардии подполковник, командир батальона 331-го гвардейского парашютно-десантного полка, Герой Российской Федерации (2022).

## Биография
Родился в посёлке Большое Окулово Навашинского района Горьковской области. Окончил среднюю школу № 4 в 2003 году. Учился в Рязанском гвардейском высшем воздушно-десантном командном училище, после окончания которого был направлен в Западный военный округ. Служил в 331-м гвардейском парашютно-десантном ударном Костромском полку 98-й гвардейской воздушно-десантную дивизии, занимая должности командира парашютно-десантного взвода, роты и батальона.
В 2022 году участвовал во вторжении России на Украину. По заявлению Министерства обороны России, под руководством Черемухина был «полностью разбит отряд воздушно-десантной бригады вооруженных сил Украины, утратили боеспособность механизированные батальоны двух механизированных бригад, уничтожены две танковые роты». Указом Президента России от ??.??.2022 за «мужество и героизм, проявленные при исполнении воинского долга» гвардии подполковник Черёмухин Роман Сергеевич удостоен звания Героя Российской Федерации.